# AC97
AC'97 (abbreviazione di Audio Codec '97) è uno standard di codec audio sviluppato dalla Intel Corporation nel 1997, utilizzato principalmente su schede madri, modem e schede sonore.
Con "codec" non si intende il relativo software, bensì si riferisce al passaggio del segnale fra un input analogico a quello digitale, ed è infatti composto da un convertitore combinato AD/DA; è inoltre presente un controller digitale chiamato DC97, presente all'interno del chipset southbridge.
Nel 2004 l'AC'97 è stato sostituito dallo standard Intel High Definition Audio.

## Specifiche
- 96 kHz/20-bit in riproduzione stereo
- 48 kHz/20-bit in riproduzione e registrazione multicanale
- supporto surround

## Supporto dei sistemi operativi
AC'97 è supportato dalla maggior parte dei sistemi operativi, come Windows (a partire da Windows 95) e Linux. Su DOS, le applicazioni accedono direttamente all'hardware audio anziché tramite il sistema operativo e la maggior parte delle applicazioni DOS non supporta AC'97. Le versioni a 64 bit di Windows 7 e successive richiedono un driver di terze parti per il supporto di AC'97.